# Réning

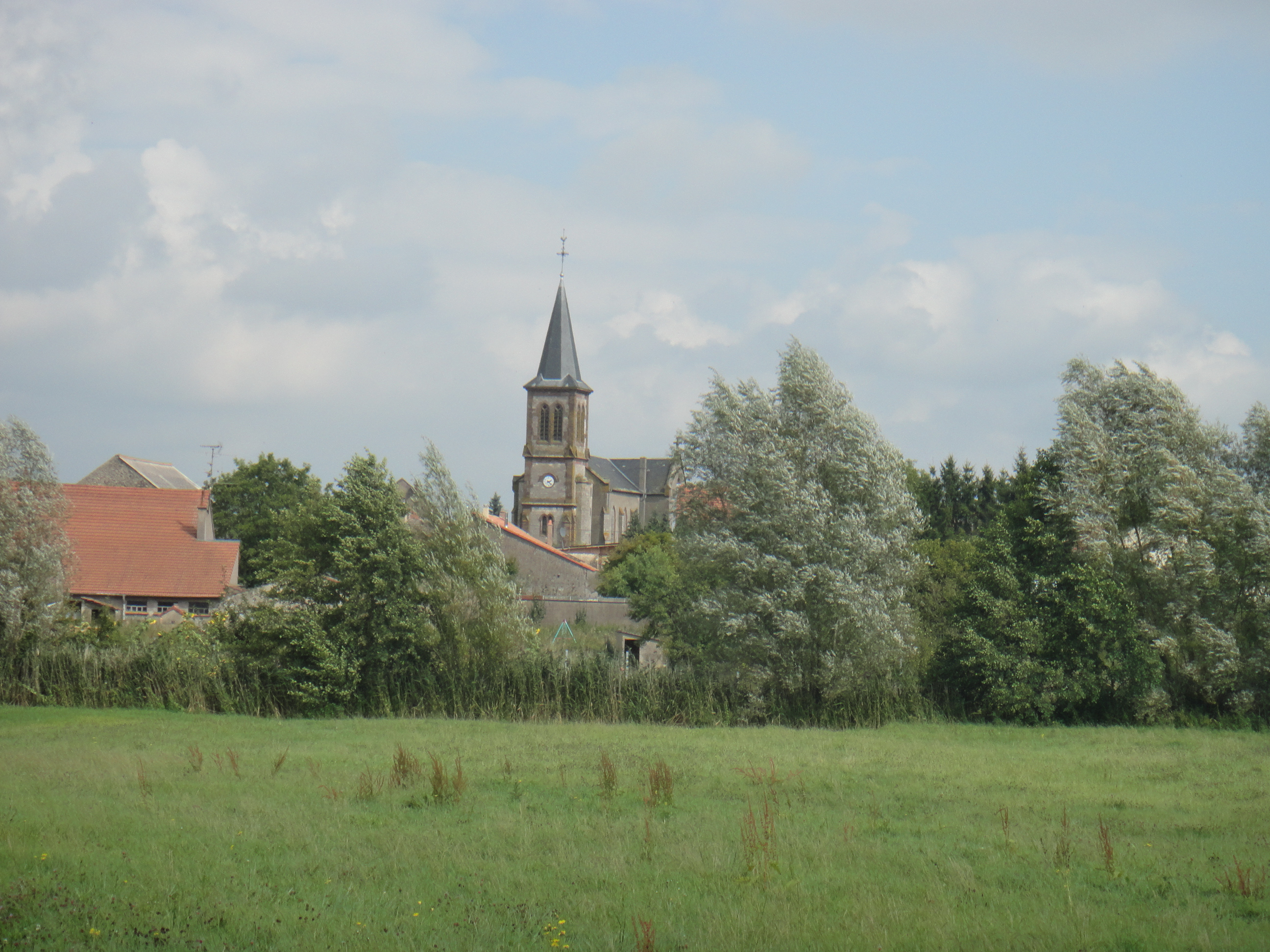
Réning mit Kirche St. François-d'Assise

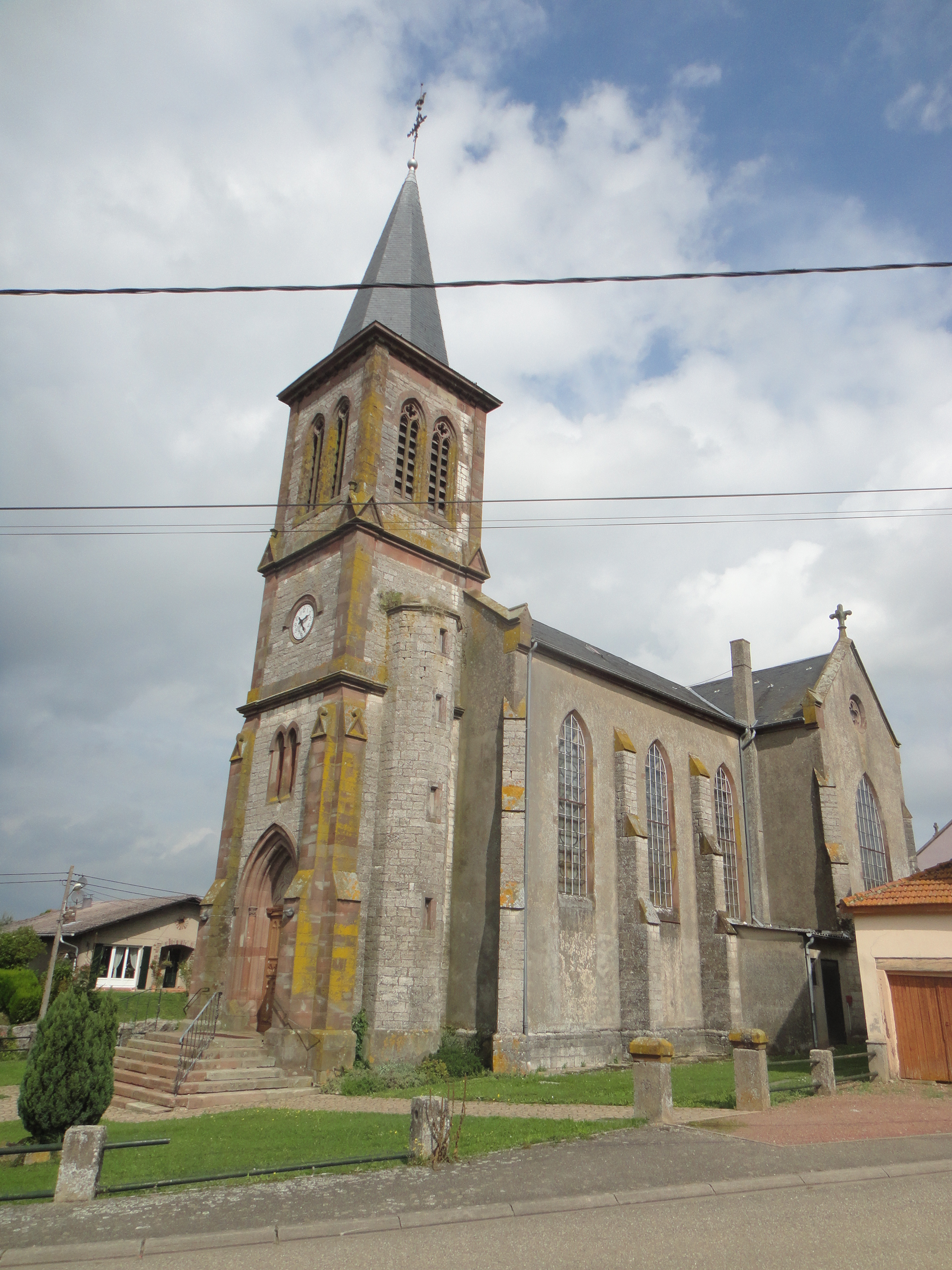
Kirche St. François-d'Assise

Réning (deutsch Reiningen) ist eine französische Gemeinde mit 129 Einwohnern (Stand 1. Januar 2022) im Département Moselle in der Region Grand Est (bis 2015 Lothringen). Sie gehört zum Arrondissement Sarrebourg-Château-Salins. 

## Geographie
Réning liegt in Lothringen,  60 Kilometer südöstlich von Metz, 32 Kilometer nordöstlich von Château-Salins und zweieinhalb Kilometer nördlich von Albestroff (Albesdorf)  am rechten Ufer der Albe auf einer mittleren Höhe von 223 m. Das Gemeindegebiet umfasst 3,95 km².Die Gemeinde liegt im Regionalen Naturpark Lothringen.

## Geschichte
Die Ortschaft gehörte früher zum Herzogtum Lothringen.
Durch den Frankfurter Frieden vom 10. Mai 1871 kam die Region an das deutsche Reichsland Elsaß-Lothringen, und das Dorf wurde dem Kreis Château-Salins im Bezirk Lothringen zugeordnet. Die Dorfbewohner betrieben Ackerbau und Viehzucht.
Nach dem Ersten Weltkrieg musste die Region aufgrund der Bestimmungen des Versailler Vertrags 1919 an Frankreich abgetreten werden. Im Zweiten Weltkrieg war die Region von der deutschen Wehrmacht besetzt.
Das Dorf war von 1973 bis 1998 ein Teil der Gemeinde Albestroff.

### Demographie
Um 1871 war die Einwohnerschaft deutschsprachig.
| Jahr      | 1962 | 1968 | 1975 | 1982 | 1990 | 1999 | 2007 | 2019 |
| Einwohner | 151  | 150  | 148  | 148  | 141  | 130  | 130  | 135  |

## Wappen
Auf dem Gemeindewappen erinnern die geschwungenen Bänder an die Kastellanei von Dieuze, von der Réning abhing; die Vögel sind die Symbole des Heiligen Franz von Assisi, des Schutzpatrons der Gemeinde.